# Кохановська Августа Йосипівна
Августа Йосипівна Кохановська (6 липня 1868, Садгора  (м. Чернівці), Герцогство Буковина, нині Україна — 7 грудня 1927, Торунь, Польща) — буковинська художниця, етнографка та реставраторка храмів польського походження. Дослідниця гуцульської культури, яку задокументувала в своїх картинах. Близька подруга Ольги Кобилянської, ілюстраторка її творів. Також ілюструвала книги І. Франка, І. Нечуя-Левицького. 
Останніми роками наукове дослідження життя та творчості А. Кохановської пожвавилося, вийшла низка публікацій та каталогів.

## Біографія

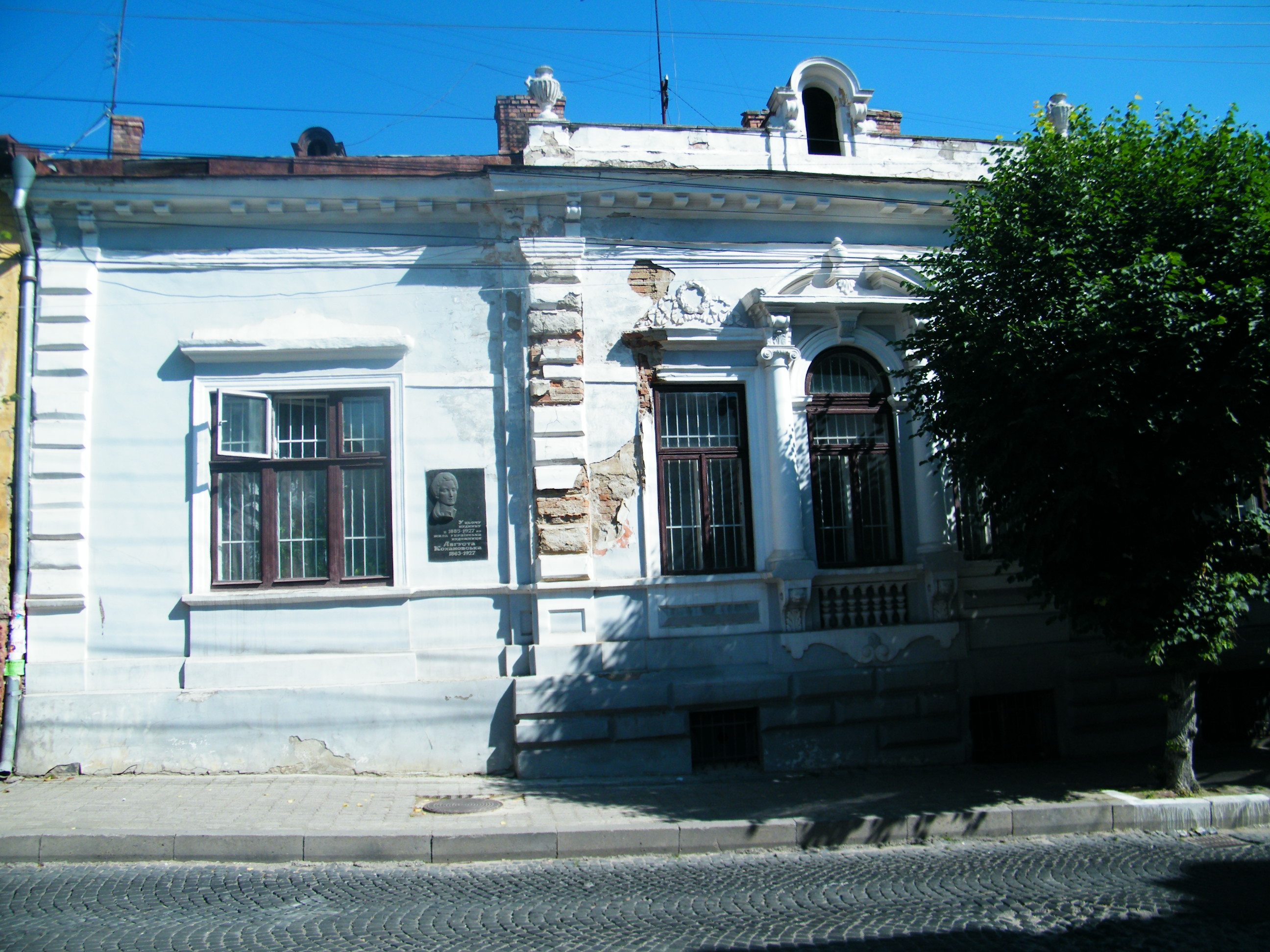
Будинок Августи Кохановської у Чернівцях

Августа Кохановська народилася у сім'ї чиновника на Буковині. Українські довідкові видання тривалий час містили інформацію, що це сталося 1866 року в місті Кимполунг (Південна Буковина). Каталог Сотбіс та «Словник польських та іноземних малярів, які працювали в Польщі…» (т. 4, видання 1986) дає 1863 рік, словник — місцевість Садгора поблизу Чернівців (тепер Чернівці). В публікаціях останніх років вказується Садгор, але 1868 року. Вона виросла в атмосфері поваги до українства і в дорослому віці перейнялася дослідженнями українського образотворчого мистецтва.  

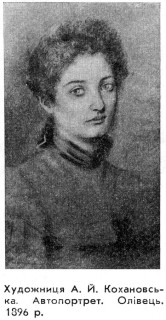
Автопортрет, 1896

Невдовзі родина виїхала до Кимполунгу, де Августа провела дитинство та юність. 1885 року вони повернулися до Чернівців, де батько отримав посаду в раді окружної управи. Там для Августи відкрилися нові можливості. Вона почала брати перші уроки малювання у художника Тадеуша Суліми фон Попєля, який свого часу навчався у Краківській академії мистецтв. 
1894-1899 Августа Кохановська навчалася у Віденській школі декоративного та прикладного мистецтва, «Kunstgewerbeschule des K.K. Osterr. Museums fur Kunst und Industrie in Wien», тепер Віденський університет прикладних мистецтв. 
Перший рік навчання був для Кохановської дуже важким, про що вона у відчаї писала в листах друзям і родині. Проте заняття улюбленою справою та нові враження змінили її ставлення до перебування у столиці Австро-Угорської імперії.
Під час студіювання живопису у Відні Кохановська слідкувала за літературним і громадсько-політичним життям України, читала твори І. Франка, О. Маковея, праці Ф. Колесси. З оповіданнями своєї подруги Ольги Кобилянської знайомилася однією з найперших ще в рукописах. Теми творчості Кобилянської, що описувала проблеми, з якими стикалось українське жіноцтво, зокрема у здобутті освіти та професії, були близькими і зрозумілими Кохановській. Вона постійно поповнювала свій альбом новими замальовками, котрі згодом використала для ілюстрування книг.
Після 5 років навчання Кохановська повернулася до Чернівців. Під впливом українського оточення вона захопилася дослідженням життя та народного гуцульського мистецтва. Художниця багато подорожувала Буковиною. Щоб якомога детальніше розгледіти побут буковинських селян, вона піднімалася до найвищих гірських поселень. Цікавилася навіть найменшими подробицями обстановки, одягу, ремесел, записуючи, а здебільшого замальовуючи свої спостереження. Всі здобуті матеріали та враження Кохановська перенесла на свої картини: «Повернення гуцулів з ярмарку» (1906), «Старий гуцул» (1910), «Гуцул із сапою» та «Гуцули в дорозі» (обидві кін. XIX – поч. XX ст.).
Померла в польському місті Торунь. Згідно з актом про смерть Августи Кохановської, це 7 грудня 1927 року. В українських довідкових виданнях зустрічається дата смерті 7 грудня 1929 року.

## Творча та етнографічна діяльність

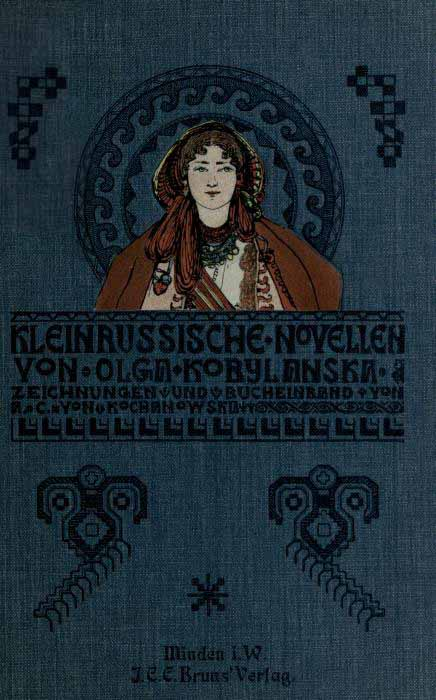
Книга Ольги Кобилянської «Малоруські новели». Мінден. 1901.

Кохановська працювала в академічній манері, у таких жанрах, як портрет, пейзаж, сюжетна композиція ілюстрації; у техніках: олії, акварелі, пастелі, гуаші, вугля, олівця.
Виконала ілюстрації до оповідань Івана Франка — «Петрії і Довбущуки» (1913) та Ольги Кобилянської, яка була її найближчою подругою. Художниця ілюструвала твори письменниці «Битва», «Природа» та «Некультурна», які увійшли до збірки «Малоруські новели»; обкладинки до книжок Івана Нечуя-Левицького.
Красі навколишнього світу присвячено і прозові твори Августи Кохановської. Їх теж можна вважати пейзажами — це були словесні акварелі, сповнені захопленням природою і особистими переживаннями. Вона надсилала їх до віденського журналу «На чудовому Голубому Дунаї» приблизно в 1890-х рр. У 1890 році до редакції надійшла одна з перших етнографічних статей А. Кохановської «Образи і історії з наших гір». Відомостей про те, чи були ці твори десь надрукованими, немає.
Багатогранний талант художниці проявився і в галузі книжкової графіки. Відомо, що вона оформляла книги українських письменників, насамперед своєї найближчої подруги О. Кобилянської, зокрема її оповідання, що увійшли до збірки «Малоруські новели». Це рідкісне видання вийшло друком німецькою мовою у 1901 р. Книга оздоблена декоративними заставками у вигляді орнаментів із квітковими елементами та містить 8 чорно-білих композицій, а на кольоровій обкладинці розміщено портрет жінки в народному вбранні. Таке оформлення органічно асоціюється з виразними лірико-драматичними образами новел, надає книзі національного колориту з відбитком панівного на той час модерну.
Її статті публікувалися у 1898—1908-х рр. у кількох випусках віденського «Журналу австрійського народного мистецтва». На її народознавчі праці, які вона власноруч ілюструвала, посилалися ще на початку століття.

Брала участь у виставках у Чернівцях, а на інтернаціональній виставці мисливства у Відні (1910) її твори були відзначені дипломом. 1912 року вона також отримала від ерцгерцога Карла Франца Йозефа золоту брошку.

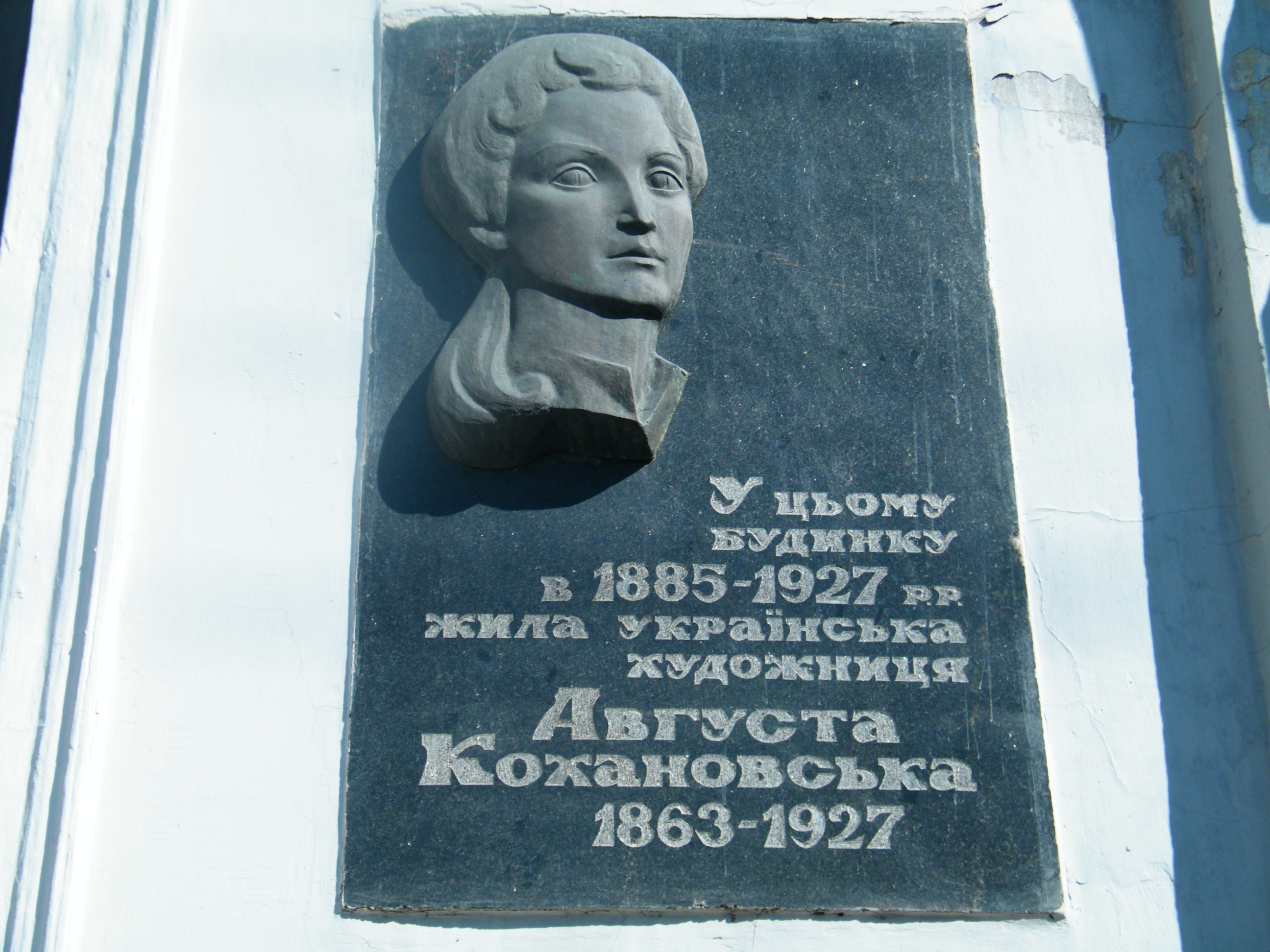
Меморіальна дошка на будинку, де жила Августа Кохановська

2002 року в Лондоні експоновані три акварелі Августи Кохановської: «Палац єпископа», «Вулиця в Лодзі» («Резиденція буковинських митрополитів. Чернівці» та «Крайова управа у Чернівцях» «Вид на Чернівці» — згідно атрибуції Т. Дугаєвої 2010 та 2017 р р.), вони були виставлені на аукціоні Сотбіс. Усі твори написані 1890-го, за кілька років до вступу Кохановської до Віденської школи декоративного та прикладного мистецтва.
Крім живопису та етнографії, Августа Кохановська також переймалася проблемами реставрації храмів та монастирських споруд. Відповідно до документів, що зберігаються у державному архіві Австрійського уряду, в 1910 р. А. Кохановській було надано стипендію від Міністерства культури і освіти у розмірі 800 крейцерів для вдосконалення знань у галузі реставрації будівель монастирів на Буковині. Крім того, в неї було ще й офіційне завдання від уряду щодо реставрації внутрішніх образів-малюнків у монастирі села Путна на Південній Буковині.
2012 року в Чернівцях вийшло літературно-мистецьке видання «Августа Кохановська», яке було визнано Книгою року Буковини у номінації «Мистецтво». Це вже друге мистецьке видання про художницю. Перша монографія «Августа Кохановська. 1868—1927» побачила світ 2004 року.
Її твори експонуються у Чернівецькому обласному художньому музеї, а також представлені уЧернівецькому обласному краєзнавчому музеї та Чернівецькому літературно-меморіальному музеї Ольги Кобилянської.

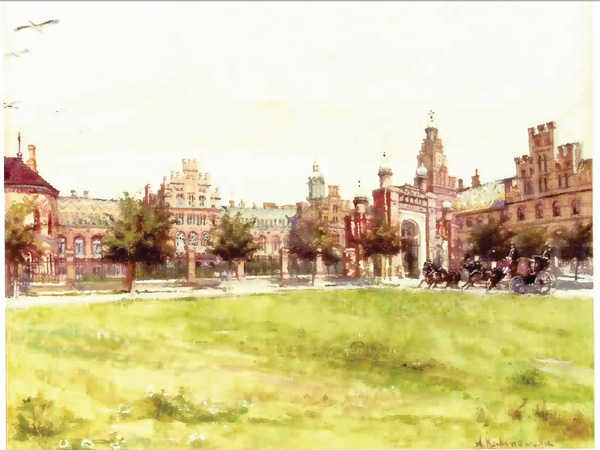
«Резиденція буковинських митрополитів. Чернівці», 1890
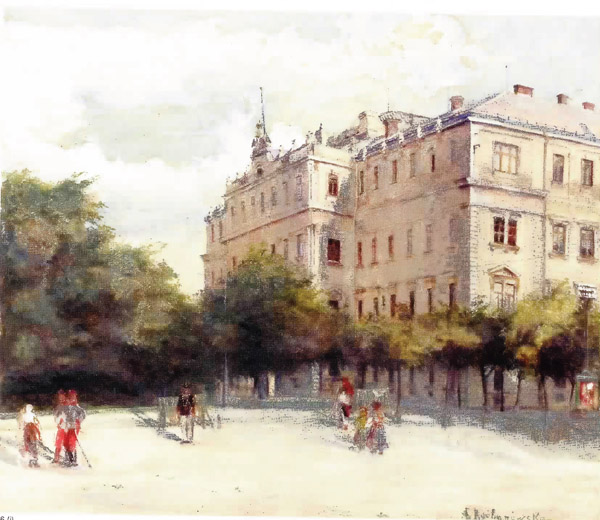
«Крайова управа у Чернівцях», 1890
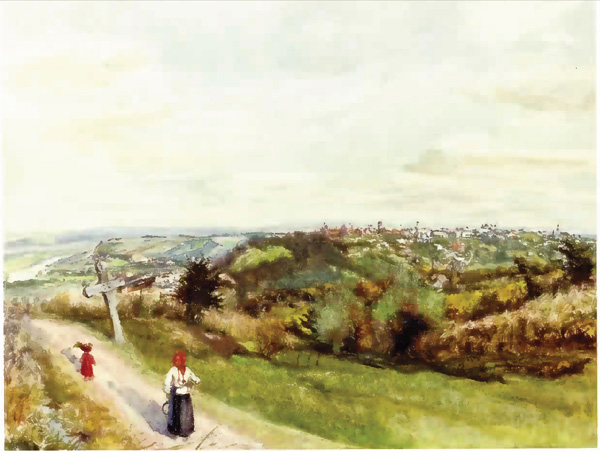
«Вид на Чернівці», 1890
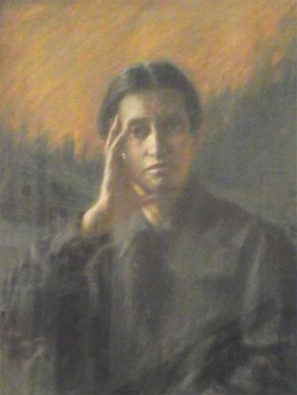
Портрет Ольги Кобилянської, 1926, пастель